# Unione Sportiva Fasano 2001-2002
Questa pagina raccoglie le informazioni riguardanti l'Unione Sportiva Fasano nelle competizioni ufficiali della stagione 2001-2002.

## Rosa
| N. |                   | Ruolo | Calciatore           |
| -- | ----------------- | ----- | -------------------- |
|    | Italia (bandiera) | C     | Francesco Ancona     |
|    | Italia (bandiera) | C     | Francesco Bitetto    |
|    | Italia (bandiera) | D     | Fabio Campanella     |
|    | Italia (bandiera) | C     | Giovanni Campo       |
|    | Italia (bandiera) | D     | Ferdinando Catalucci |
|    | Italia (bandiera) | D     | Donato Colucci       |
|    | Italia (bandiera) | D     | Domenico Comisso     |
|    | Italia (bandiera) | A     | Giorgio Consorte     |
|    | Italia (bandiera) | C     | Savino Daleno        |
|    | Italia (bandiera) | P     | Lorenzo Di Leo       |
|    | Italia (bandiera) | A     | Claudio Doria        |
|    | Italia (bandiera) | D     | Giampaolo Iacobellis |

| N. |                         | Ruolo | Calciatore           |  |
| -- | ----------------------- | ----- | -------------------- |  |
|    | Italia (bandiera)       | A     | Vittorio Insanguine  |  |
|    | Italia (bandiera)       | C     | Enrico Izzo          |  |
|    | Italia (bandiera)       | C     | Isidoro Izzo         |  |
|    | Italia (bandiera)       | D     | Gaetano Lonardo      |  |
|    | Francia (bandiera)      | C     | Henri Raphael Savini |  |
|    | Italia (bandiera)       | C     | Francesco Schiavone  |  |
|    | Italia (bandiera)       | A     | Pietro Somma         |  |
|    | Francia (bandiera)      | D     | Yohan Toursel        |  |
|    | Italia (bandiera)       | P     | Pasquale Visconti    |  |
|    | RD del Congo (bandiera) | A     | Michel Wangu         |  |
|    | Italia (bandiera)       | D     | Damiano Zizzariello  |  |